# Чёрная малина

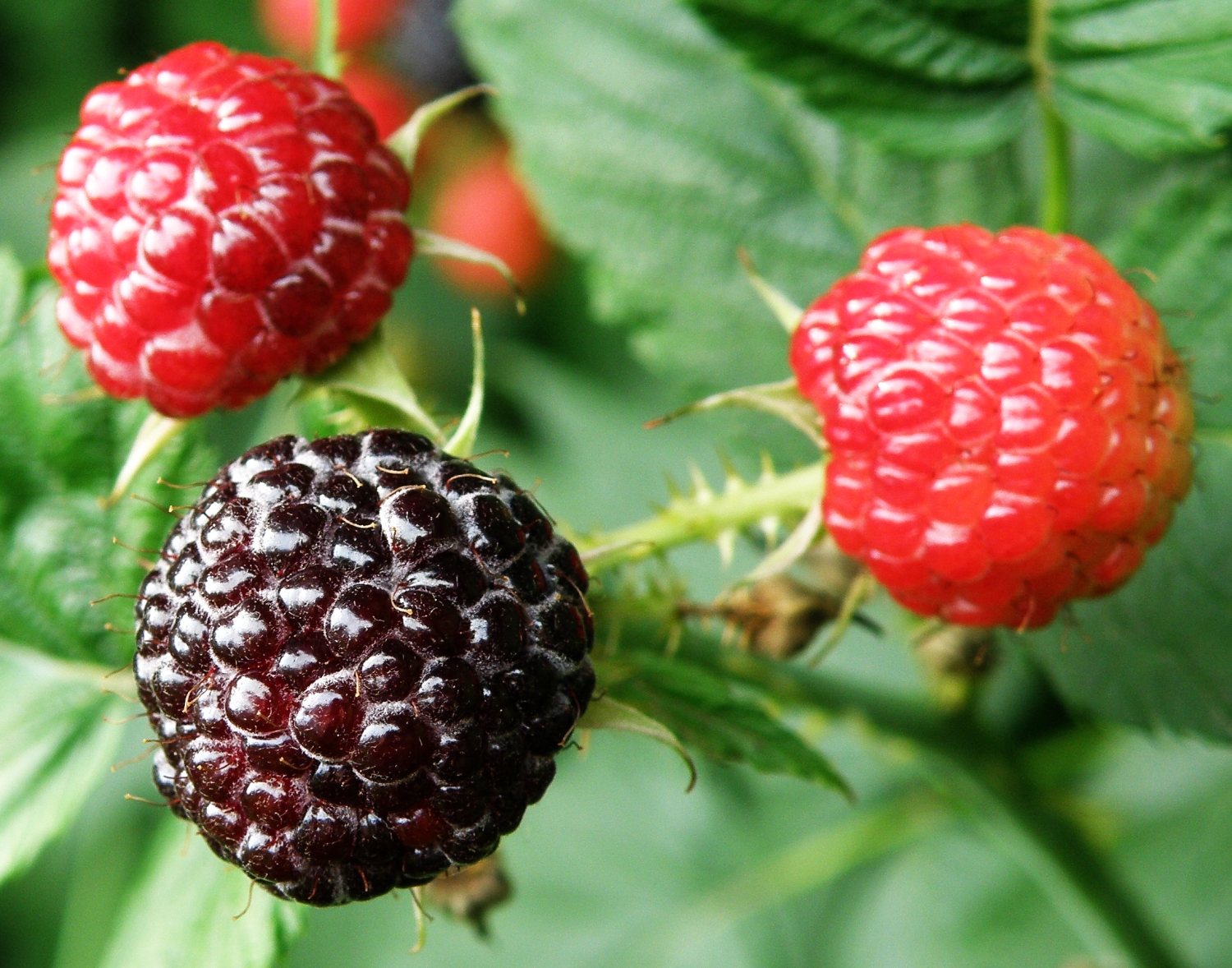
Rubus occidentalis

Чёрная малина (Rubus occidentalis) — вид малины (Rubus), произрастающий в восточной части Северной Америки. Обиходное название «чёрная малина» вид разделяет с другими близкородственными видами. Другие названия, которые иногда используются — ежевика медвежий глаз (англ. bear's eye blackberry), чёрная шапочка (англ. black cap), чёрная шапочка малины (англ. black cap raspberry) и шотландская шапка (англ. scotch cap).

## Описание
Rubus occidentalis — листопадный кустарник высотой от 2 до 3 метров. Листья перистые, с пятью листочками на листьях, сильно растущими стеблями в первый год и тремя листочками на листьях на цветущих ветках. Цветы отличаются наличием длинных, тонких чашелистиков длиной от 6 до 8 мм, что более, чем в 2 раза длиннее лепестков. Плод круглой формы представляет собой скопление костянок диаметром от 12 до 15 мм. Он съедобен и имеет высокое содержание антоцианов и эллаговой кислоты.
Длинные стебли, также называемые тростниками, вырастают до 1,8 метра в длину, обычно образуя дугообразную форму, но иногда вертикально. Побеги имеют изогнутые, острые шипы, в то время как незрелые побеги неразветвлённые и имеют белесый налёт.
Чёрная малина связана с красной малиной Rubus idaeus и Rubus strigosus, разделяя белую нижнюю сторону и плод, который легко отделяется от плодолистика. Она тесно связана с видом Rubus leucodermis, который также называют чёрной малиной и черноголовкой.

## Среда обитания

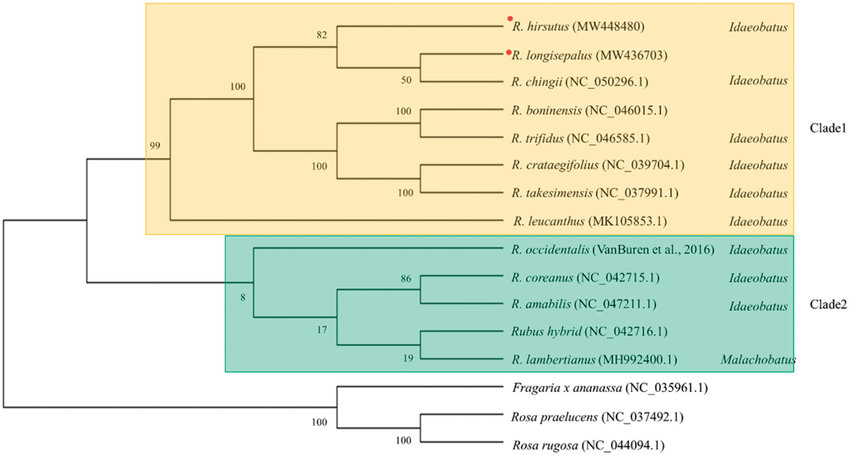
Филогенетическое дерево Rubus

Чёрная малина растёт на нарушенных участках, особенно на тех, которые вырублены или срублены. Растение также встречается на лугах, возле ручьёв или озёр, троп или дорог. Ареал Rubus occidentalis простирается на восток до Нью-Брансуика, на запад до Небраски, на север до Квебека и на юг до Миссисипи.

## Вредители и болезни
Вирус яблоневой мозаики (англ. apple mosaic virus), вирус некроза чёрной малины (англ. black raspberry necrosis virus), Elsinoë veneta, вирус кустистой карликовости малины (англ. raspberry bushy dwarf virus), вирус курчавости листьев малины (англ. raspberry leaf curl virus), Rhizobium radiobacter, Rhizobium rhizogenes, Didymella applanata, Monilinia fructigena, Peronospora sparsa и Peridroma saucia — все они поражают чёрную малину.

## Сорта
К распространённым сортам чёрной малины относятся: 
- Блэк Хоук (англ. Black Hawk),
- Бристоль (англ. Bristol),
- Джуэл (англ. Jewel),
- Камберленд (англ. Cumberland),
- Моррисон (англ. Morrison),
- Мангер (англ. Munger) и
- Логан (англ. Logan)[7].

## Выращивание и переработка
Центр выращивания чёрной малины находится в долине Уилламетт штата Орегон. Основной сорт, Мангер, выращивается примерно на 600 гектарах (1500 акров). Другие сорта — Джон Робертсон (англ. John Robertson), Аллен (англ. Allen), Джуэл, Блэк Хоук, Мак Блэк (англ. Macblack), Плам Фармер (англ. Plum Farmer), Данди (англ. Dundee), Ганновер (англ. Hanover) и Гарон (англ. Huron). Летом растения срезаются вручную, а зимой они подвергаются механической обрезке, после чего собираются машинным способом. Урожайность, как правило, низкая с акра, и именно поэтому чёрная малина часто стоит дорого.
Чёрная малина использовалась в селекции многих гибридов Rubus. Виды, расположенные между красной малиной и чёрной малиной, распространяются под названием фиолетовая малина (англ. purple raspberrie). Брэндиуайн (англ. Brandywine), Роялти (англ. Royalty) и Эстейт (англ. Estate) являются примерами сортов фиолетовой малины. Дикая фиолетовая малина также была обнаружена в различных местах на северо-востоке Северной Америки, где два родительских вида встречаются вместе и иногда гибридизуются естественным образом.

Обычно ягоды подлежат сушке, замораживанию и обработке в качестве красителей, из них делают пюре и соки. Свежие ягоды также продаются в сезон. Два известных ликёра, основанных преимущественно на плодах чёрной малины — Chambord (Франция) и различные виды bokbunja-ju (Южная Корея).

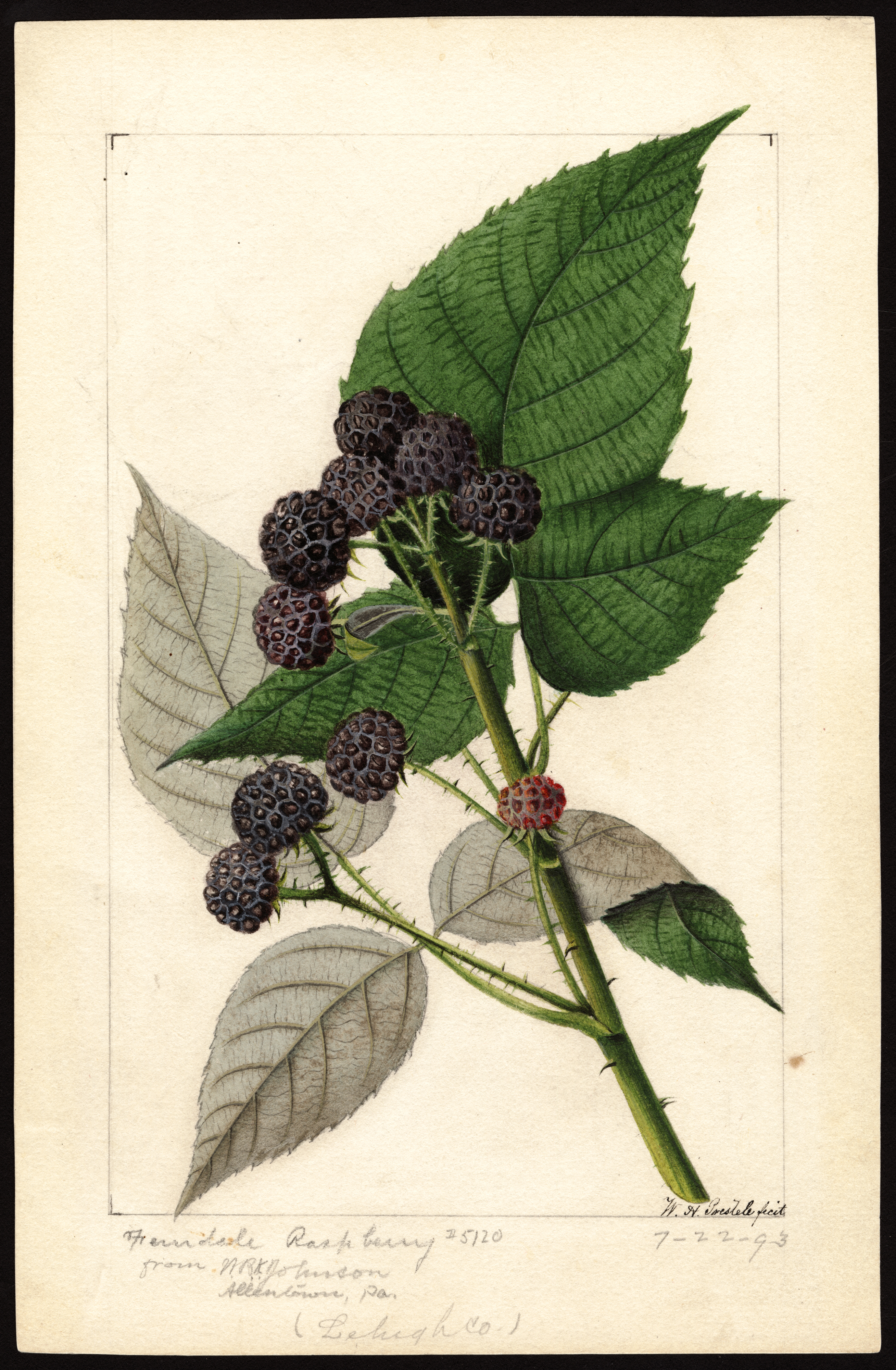
Чёрная малина, нарисованная акварельными красками, 1893 год
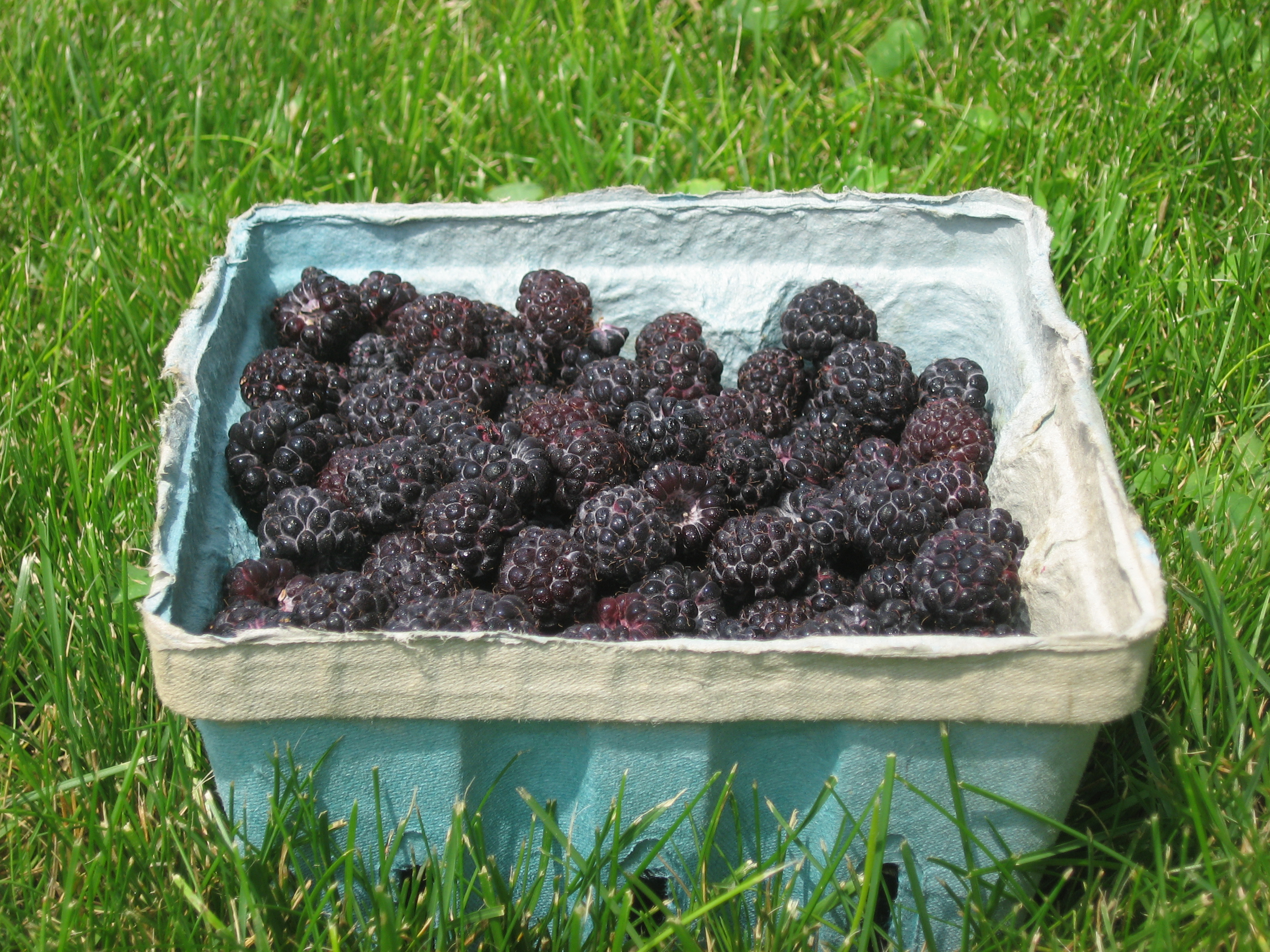
Корзинка с чёрной малиной